# Hyla savignyi
Hyla savignyi là một loài ếch trong họ Nhái bén.
Nó được tìm thấy ở Armenia, Azerbaijan, Cộng hòa Síp, Ai Cập, Gruzia, Iran, Iraq, Israel, Jordan, Liban, Ả Rập Xê Út, Syria, Thổ Nhĩ Kỳ, và Yemen.
Các môi trường sống tự nhiên của chúng là vùng cây bụi ôn đới, vùng cây bụi khô khu vực nhiệt đới hoặc cận nhiệt đới, thảm cây bụi kiểu Địa Trung Hải, vùng đồng cỏ ôn đới, đồng cỏ khô nhiệt đới hoặc cận nhiệt đới vùng đất thấp, sông, hồ nước ngọt, hồ nước ngọt có nước theo mùa, đầm nước ngọt, đầm nước ngọt có nước theo mùa, suối nước ngọt, sa mạc ôn đới, đất canh tác, vườn nông thôn, kênh đào và mương rãnh, và thảm thực vật di thực. Loài này đang bị đe dọa do mất môi trường sống.

## Hình ảnh

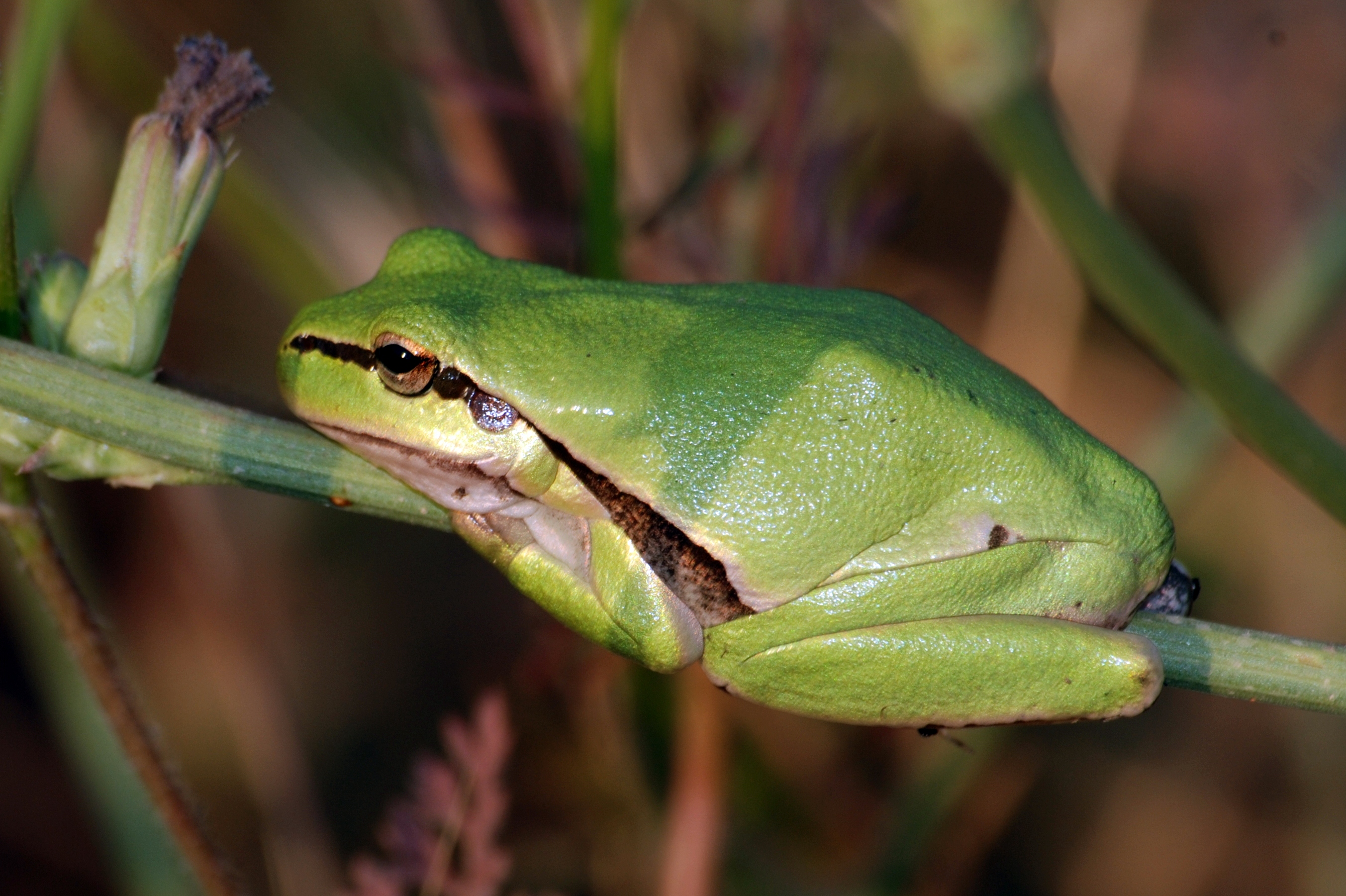
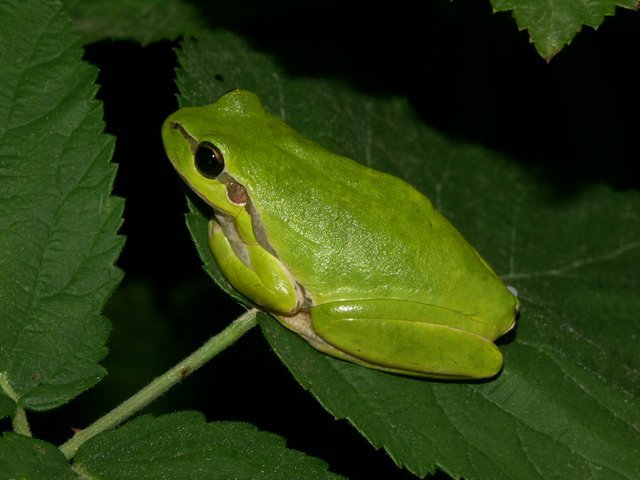
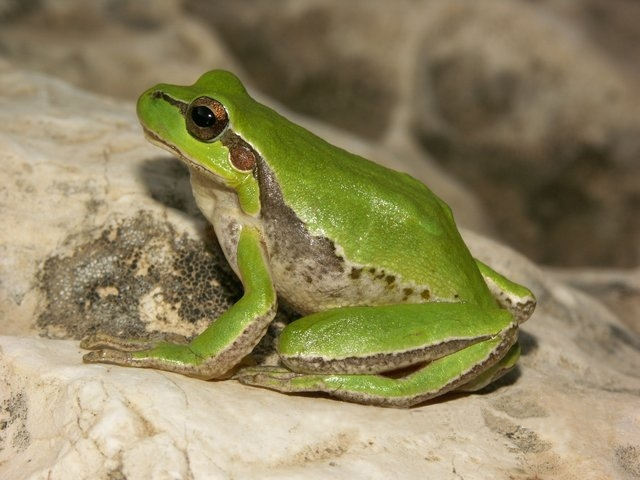